# Повреждение ДНК
Повреждение ДНК — это изменение химической структуры ДНК, такое как однонитевой или двунитевой разрыв сахаро-фосфатного остова ДНК, потеря или химическое изменение азотистых оснований, сшивка цепей ДНК, сшивка ДНК-белок. Структура ДНК в клетке регулярно нарушается из-за того, что при естественном метаболизме образуются соединения, которые обладают способностью повреждать ДНК. Эти соединения  включают активные формы кислорода, реактивные формы азота, активные карбонильные группы, продукты перекисного окисления липидов и алкилирующие агенты. Частота повреждений ДНК, вызванных воздействием естественных клеточных метаболитов, достигает по некоторым оценкам десятков тысяч событий в день на клетку . ДНК может быть повреждена  также из-за воздействия внешних агентов, таких как ионизирующее излучение или химические мутагены.
Повреждения ДНК следует отличать от мутаций. Повреждения ДНК представляют собой аномальные химические структуры в ДНК, в то время как мутации являются изменениями в последовательности стандартных пар оснований: А (аденозина), Т (тимидина), С (цитидина), G (гуанозина).
Большинство повреждений ДНК может быть исправлено в ходе репарации ДНК, однако репарация ДНК, во-первых, не является полностью эффективной, во-вторых, в некоторых случаях репарация повреждений ДНК приводит к ошибкам и, как следствие, к возникновению мутаций. Кроме того, существуют свидетельства, что процесс репарации некоторых повреждений ДНК, а именно двунитевых разрывов ДНК, может привести к эпигенетическим изменениям в виде метилирования окружающей ДНК и, как следствие, замолканию экспрессии гена .
Повреждение ДНК может привести к запуску программируемой клеточной гибели, то есть к апоптозу. Неисправленные повреждения ДНК могут накапливаться в неделящихся постмитотических клетках, таких как клетки мозга или клетки мышц взрослых млекопитающих, и могут являться причиной старения. В делящихся клетках, таких как клетки эпителия кишечника или гемапоэтические клетки костного мозга, ошибки в репарации повреждений ДНК могут привести к возникновению мутаций, которые передадутся последующими поколениям клеток, и некоторые из таких мутаций могут обладать онкогенным потенциалом.

## Влияние на жизнедеятельность
Косвенным свидетельством того, что повреждение ДНК является серьёзной проблемой для живых организмов, является то, что репарация ДНК обнаружена во всех клеточных организмах, которые были исследованы на её наличие. Например, в бактериях регуляторная сеть, направленная на исправление повреждений ДНК (названная SOS-ответом в Escherichia coli) найдена во многих бактериальных видах. Белок RecA E. coli,  являющийся ключевым в реакциях SOS-ответа, относится к широко распространённому классу белков, производящих обмен цепями ДНК в процессе гомологичной рекомбинации — механизме, который обеспечивает стабильность генома путём исправления разрывов ДНК. Гены, гомологичные RecA и другим центральным генам SOS-ответа, найдены почти во всех бактериальных геномах, секвенированных на сегодняшний день, что наводит на мысль о древнем происхождении и широком распространении рекомбинационной репарации повреждений ДНК. Рекомбиназы, гомологичные RecA, также широко распространены среди  эукариот. Например, в делящихся дрожжах и в клетках человека гомологи RecA способствуют обмену цепями ДНК в комплексе спираль-спираль, необходимому для репарации двунитевых разрывов ДНК.
Также на важность сохранения целостности ДНК в клетке указывает то, что в процессы репарации повреждений ДНК вкладывается много клеточных энергетических ресурсов. По некоторым оценкам, исправление только одного двуцепочечного разрыва ДНК в клетке человека требует более чем 10 000 молекул АТФ, которые используются в процессе выявления повреждения, образования фокусов репарации и образования комплексов гомологичной рекомбинации с участием Rad51.

## Частота внутренних повреждений ДНК
Список ниже иллюстрирует частоты, с которыми в течение суток возникают новые естественные повреждения ДНК, обусловленные внутренними клеточными процессами.
- Окислительные повреждения
  - Люди, на клетку в сутки — 10 000[12], 11 500[13], 2800 (специфические повреждения 8-oxoGua, 8-oxodG и 5-HMUra)[14][15].
  - Крысы, на клетку в сутки — 74 000[13], 86 000[16], 100 000[12].
  - Мыши, на клетку в сутки — 34 000 (специфические повреждения 8-oxoGua, 8-oxodG и 5-HMUra)[14] 47 000 (специфические повреждения oxo8dG в печени мыши)[17], 28 000 (специфические повреждения 8-oxoGua, 8-oxodG, 5-HMUra)[15].
- Депуринизация
  - Клетки млекопитающих, на клетку в сутки — 2000 — 10 000[18][19], 9000[20], 12 000[21], 13 920[22].
- Депиримидинизация
  - Клетки млекопитающих, на клетку в сутки — 600[21], 696[22].
- Одноцепочечные разрывы
  - Клетки млекопитающих, на клетку в сутки — 55 200[22].
- Двуцепочечные разрывы
  - Клетки человека, на клеточный цикл — 10[23], 50[24].
- O6-метилгуанидины
  - Клетки млекопитающих, на клетку в сутки — 3120[22].
- Дезаминирование цитозина
  - Клетки млекопитающих, на клетку в сутки — 192[22].

Другим важнейшим повреждением ДНК является образование M1dG — 3-(2'-дезокси-β-D-эритро-пентофуранозил)пиримидо[1,2-a]-пурин-10(3H)-она. Важным показателем может служить стационарный уровень в ДНК, отражающий и частоту возникновения, и частоту репарации ДНК. Стационарный уровень M1dG выше, чем уровень 8-oxodG. Это указывает на то, что некоторые повреждения ДНК происходящие с низкой частотой, тяжело подвергаются исправлению и остаются в ДНК с высоким уровнем содержания в ней. Как M1dG, так и 8-oxodG являются мутагенными.

## Стационарный уровень повреждений ДНК
Стационарный уровень повреждений ДНК отражает баланс между их возникновением и их репарацией. Охарактеризовано более чем 100 видов окислительных повреждений ДНК, и 8-oxodG является результатом около 5 % из них. Helbock и др. оценили стационарный уровень окислительных ДНК-аддуктов как 24 000 на клетку у молодых крыс и 66 000 аддуктов на клетку у старых крыс. Это отражает накопление повреждений ДНК с возрастом.
Swenberg и др. измерили среднее количество отдельных стационарных эндогенных повреждений ДНК в клетках млекопитающих. Как показано в таблице 1, они оценили семь наиболее распространенных повреждений.
| Эндогенное повреждение             | Количество на клетку |
| ---------------------------------- | -------------------- |
| Потеря основания                   | 30 000               |
| N7-(2-Гидроксиэтил)гуанин (7HEG)   | 3 000                |
| 8-Гидроксигуанин                   | 2 400                |
| 7-(2-Оксоэтил)гуанин               | 1 500                |
| Формальдегидные аддукты            | 960                  |
| Акролеин-дезоксигуанин             | 120                  |
| Малоновый диальдегид-дезоксигуанин | 60                   |

Измеряя стационарные повреждения в определенных тканях крыс, Nakamura and Swenberg показали, что число сайтов с потерей основания варьирует от около 50 000 на клетку в печени, почках и легких до около 200 000 на клетку в мозге.

## Последствия естественных повреждений ДНК
Дифференцированные соматические клетки у взрослых особей млекопитающих, в основном, реплицируются редко или совсем не реплицируются. Такие клетки, включая, например, нейроны мозга и миоциты мышц, мало или совсем не делятся. Нереплицирующиеся клетки, в основном, не производят мутаций, индуцируемых повреждениями ДНК на стадии репликации. Эти нереплицирующиеся клетки обычно не перерождаются в раковые, но они со временем накапливают повреждения ДНК, что, вероятно, вносит свой вклад в старение. В нереплицирующихся клетках одноцепочечный разрыв или другой тип повреждения в транскрибируемой цепи ДНК может блокировать транскрипцию, катализируемую РНК-полимеразой II. Это будет мешать синтезу белка, кодируемого геном, в котором произошла такая блокировка.
Brasnjevic и др. суммировали доказательства, показывающие, что одноцепочечные разрывы накапливаются с возрастом в мозге (хотя их число отличалось в разных зонах мозга) и что они наиболее представляют собой часто встречающийся стационарный тип повреждений в мозге. Как обсуждалось выше, эти накопившиеся одноцепочечные разрывы ожидаемо будут блокировать транскрипцию генов. В соответствии с этим, в обзоре, сделанном Hetman и др.,, были идентифицированы 182 гена, для которых показано снижение их транскрипции в мозгу лиц старше, чем 72 года, по сравнению с их транскрипцией в мозгу лиц моложе 43 лет. Когда было оценено содержание 40 определенных белков в мышцах крыс, для большинства белков показано значительное снижение содержания от 18 месячного (молодые крысы) к 30 месячному (старые крысы) возрасту.
Другой тип повреждений ДНК, двуцепочечные разрывы, как показано, приводят к клеточной смерти (потере клеток) посредством апоптоза. Этот тип повреждений ДНК не аккумулируется с возрастом, так как такие клетки погибают в ходе апоптоза.